# Belleville, New Jersey

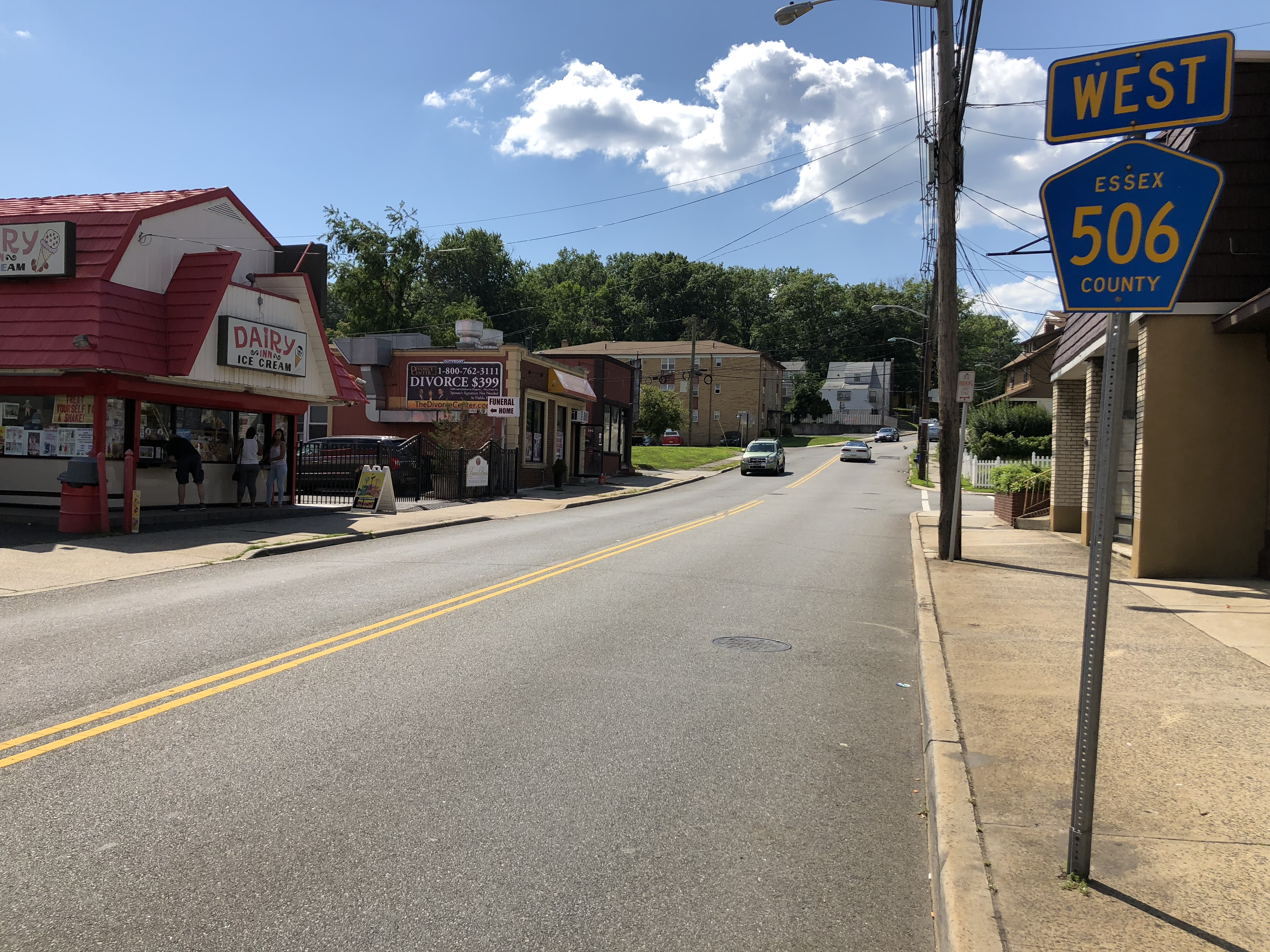
Belleville Avenue (Essex County Route 506).

Belleville är en kommun i Essex County i New Jersey i USA. År 2000 hade Belleville 35 928 invånare.
Frank Iero, från bandet My Chemical Romance, har växt upp i Belleville.